# Palacio de Míkulov
El Palacio de Mikulov (en alemán: Nikolsburg) se encuentra en la localidad checa de Mikulov, en la Región de Moravia Meridional, a escasos kilómetros de la frontera con Austria. En un inicio, el castillo fue erigido sobre un histórico poblado eslavo a fines del siglo XIII, pasando luego a manos del Príncipe de Dietrichstein. Su edificación actual se debe a una reconstrucción realizada entre 1719 y 1730, cuando fue adquirido por la Casa de Dietrichstein. 

## Historia
Antes de la Segunda Guerra Mundial, el palacio estaba habitado por la familia Dietrichstein: Alexander Albert Olivier Anton von Dietrichstein, su esposa argentina María de las Mercedes Dose Obligado y Mercedes (Olga María de las Mercedes Theresia Margarete von Dietrichstein zu Nikolsburg), la hija de ambos. 
En la década de 1930, Mercedes Dose Obligado vendió 10.000 hectáreas en Argentina, invirtiendo gran parte de ese dinero en la explotación agrícola, vinícola y forestal de las tierras del palacio, así como en la restauración del mismo.
Durante la Segunda Guerra Mundial, una parte del palacio siguió estando ocupado por la familia von Dietrichstein, y la otra fue utilizada como cuartel militar de las tropas de Alemania durante el Protectorado de Bohemia y Moravia. 
En 1944, ante el avance del Ejército Rojo, la familia von Dietrichstein decidió emigrar a Argentina. Luego, el palacio sufrió un incendio en circunstancias poco claras. Algunas fuentes sostienen que el incendio habría sido causado por las tropas alemanas cuando se acercaba el Ejército Rojo.
Durante la guerra, la mayor parte de las piezas antropológicas del Museo de Moravia habían sido trasladadas al palacio para protegerlas, pero muchas de ellas fueron destruidas por el incendio. 
Cuando terminó la guerra, los tristemente célebres Decretos de Beneš confiscaron todos los bienes de los alemanes de los Sudetes y ordenaron la expulsión de toda la población civil de alemanes étnicos de sus tierras ancestrales. Las propiedades de la familia Dietrichstein también fueron confiscadas, incluido el palacio.
Desde la caída del comunismo, la princesa Mercedes von Dietrichstein, residente en Argentina, ha estado reclamando que se le restituya su propiedad familiar.

## Museo
En la década de 1950, el palacio fue restaurado y se convirtió en la sede del Museo Regional de Mikulov.
El barril gigante que se halla dentro del edificio, utilizado para la fermentación del vino producido en la región, data de 1643 y es uno de los más grandes que existen en la Europa Central.
Pese a que la República Checa nunca ha restituido los derechos de propiedad a la familia Dietrichstein, Mercedes von Dietrichstein ha prestado más de 30 cuadros de sus ancestros al museo, en lo que se conoce como la Galería Dietrichstein. 

## Galería

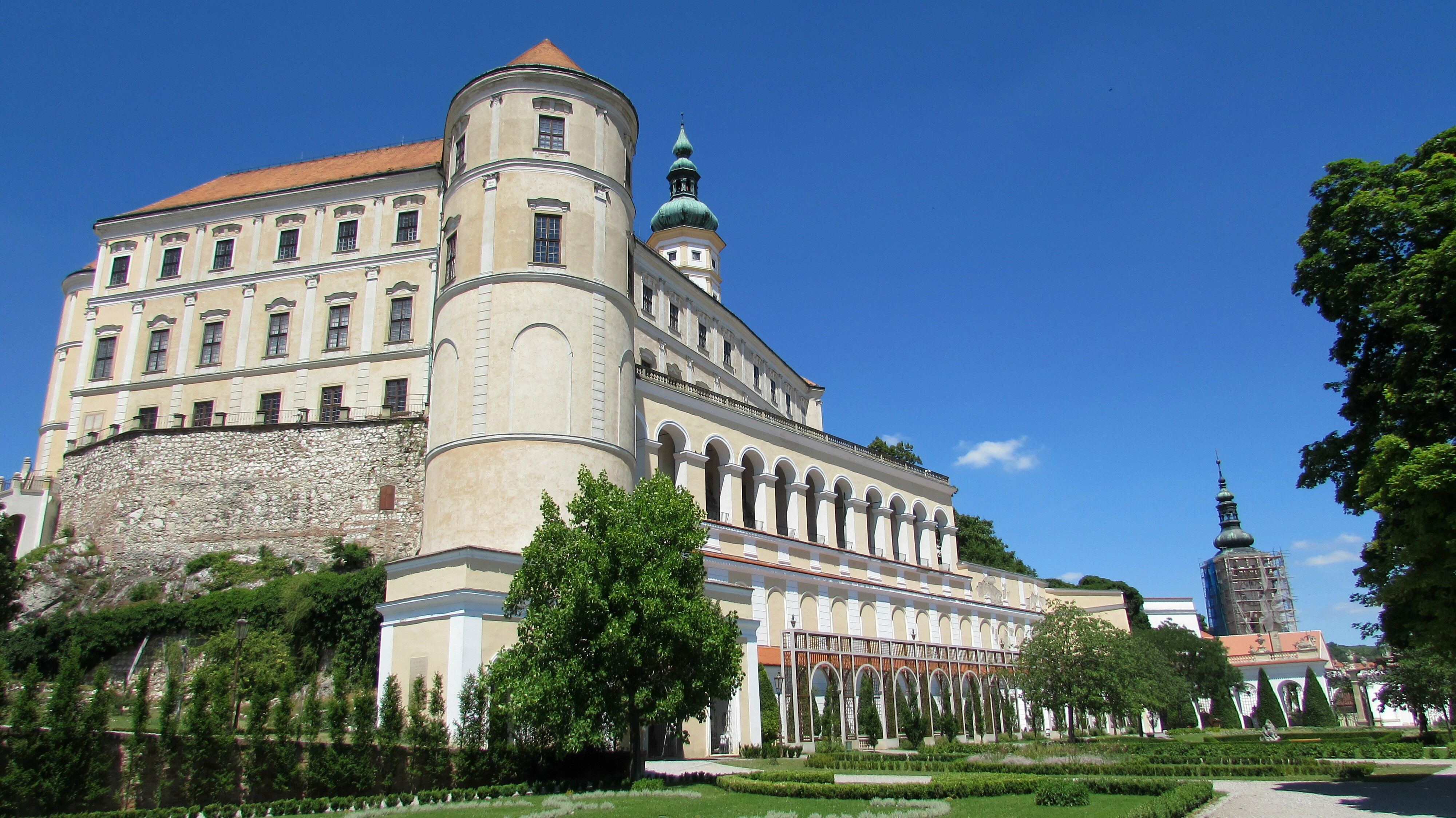
2017
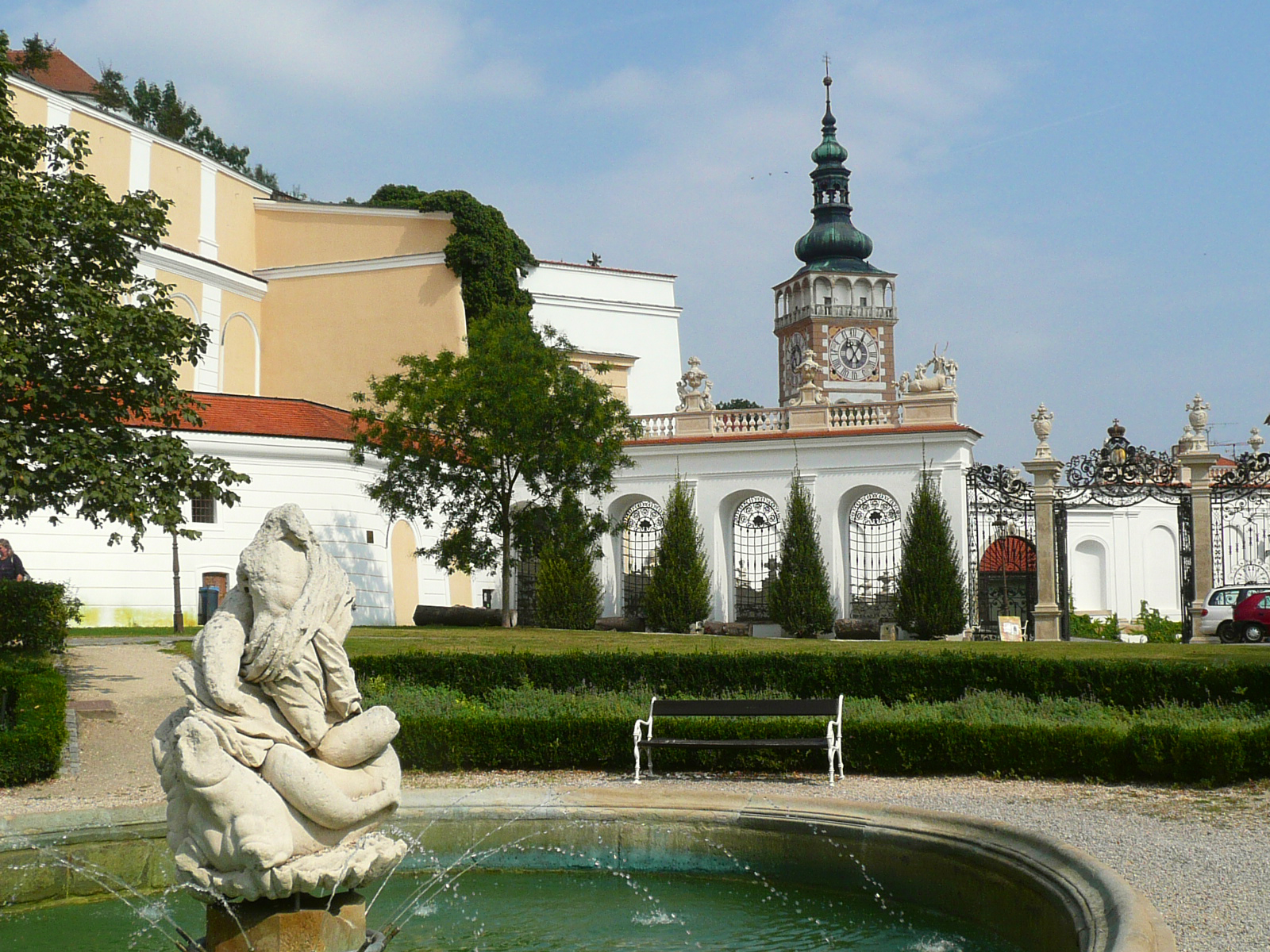
Vista de la torre desde el jardín del palacio
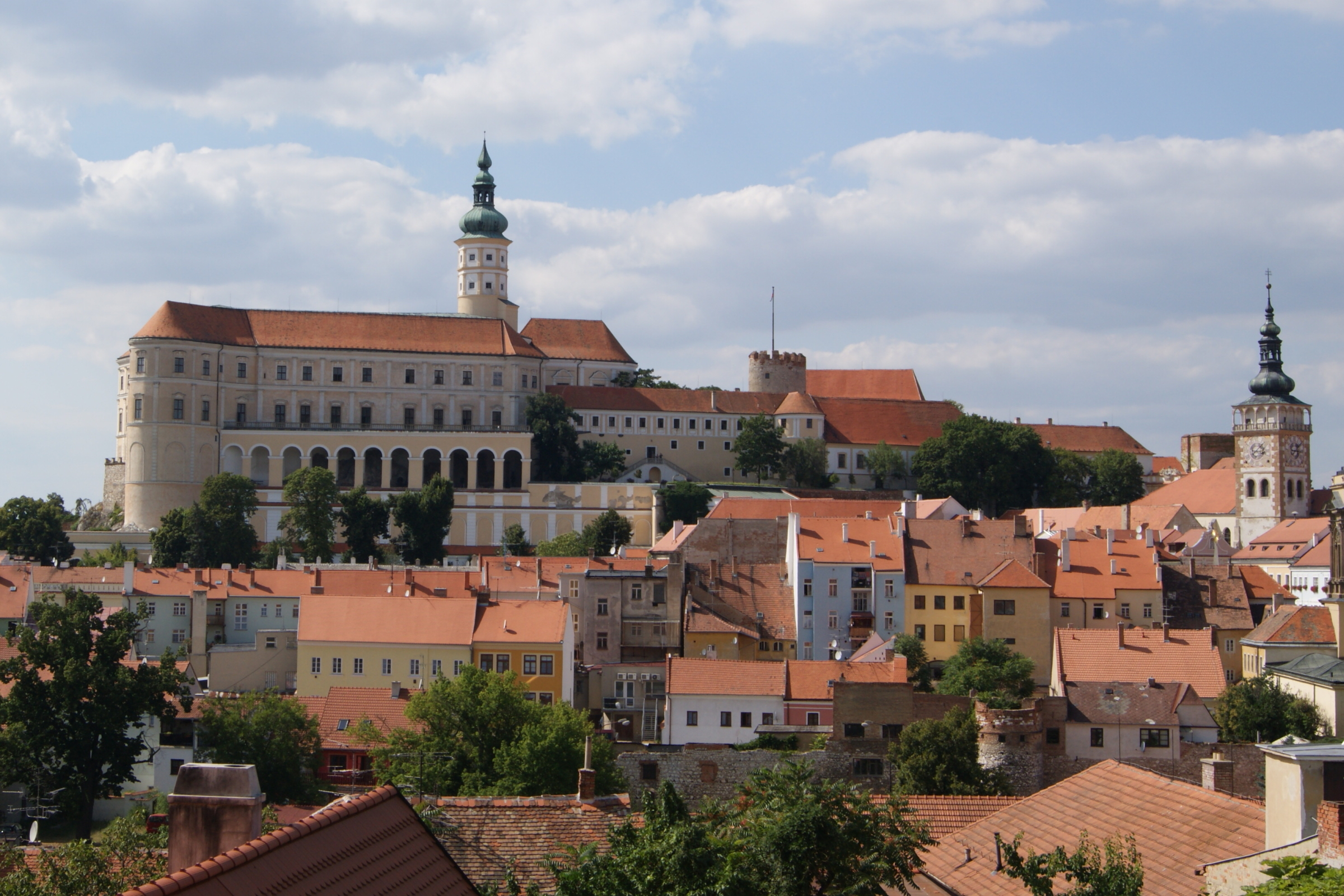
Vista exterior del palacio
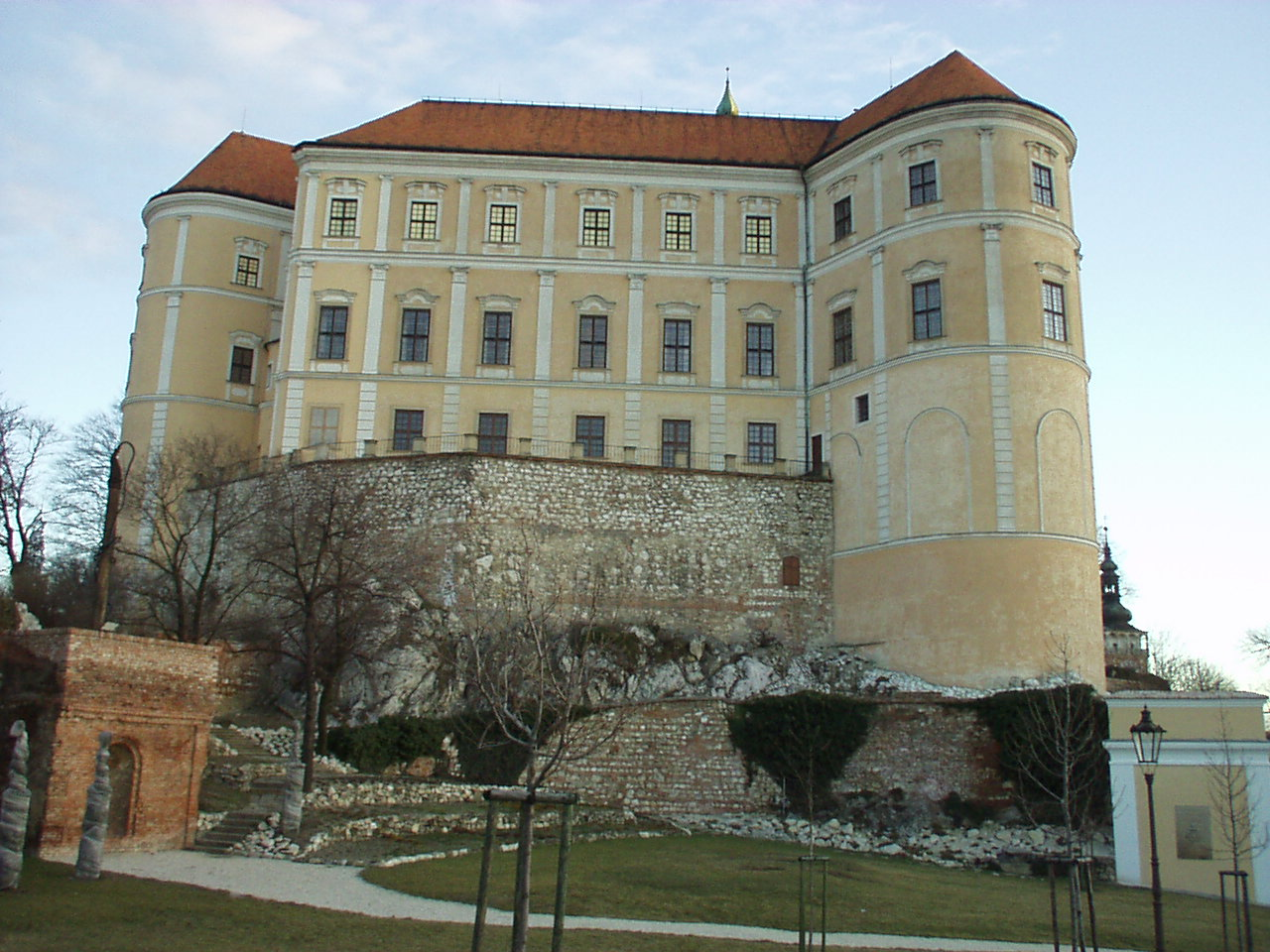
Vista posterior
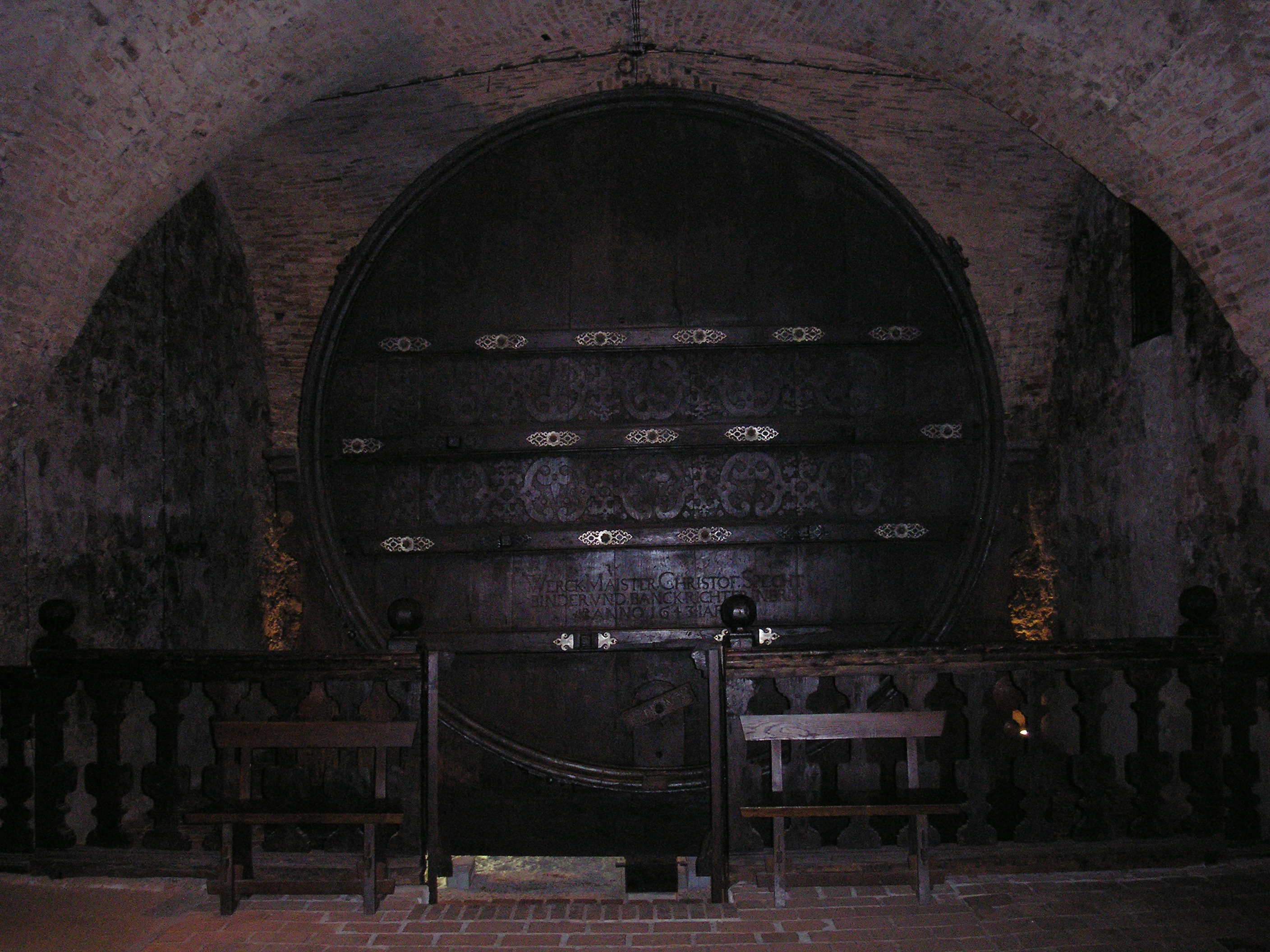
Barril gigante en el interior del palacio